# Albrecht Ludwig Berblinger
Albrecht Ludwig Berblinger, comunemente noto come "il sarto di Ulm" (Der Schneider von Ulm) o "il sarto volante di Ulm" (Ulma, 24 giugno 1770 – Ulma, 28 gennaio 1829), è stato un inventore e pioniere dell'aviazione tedesco.

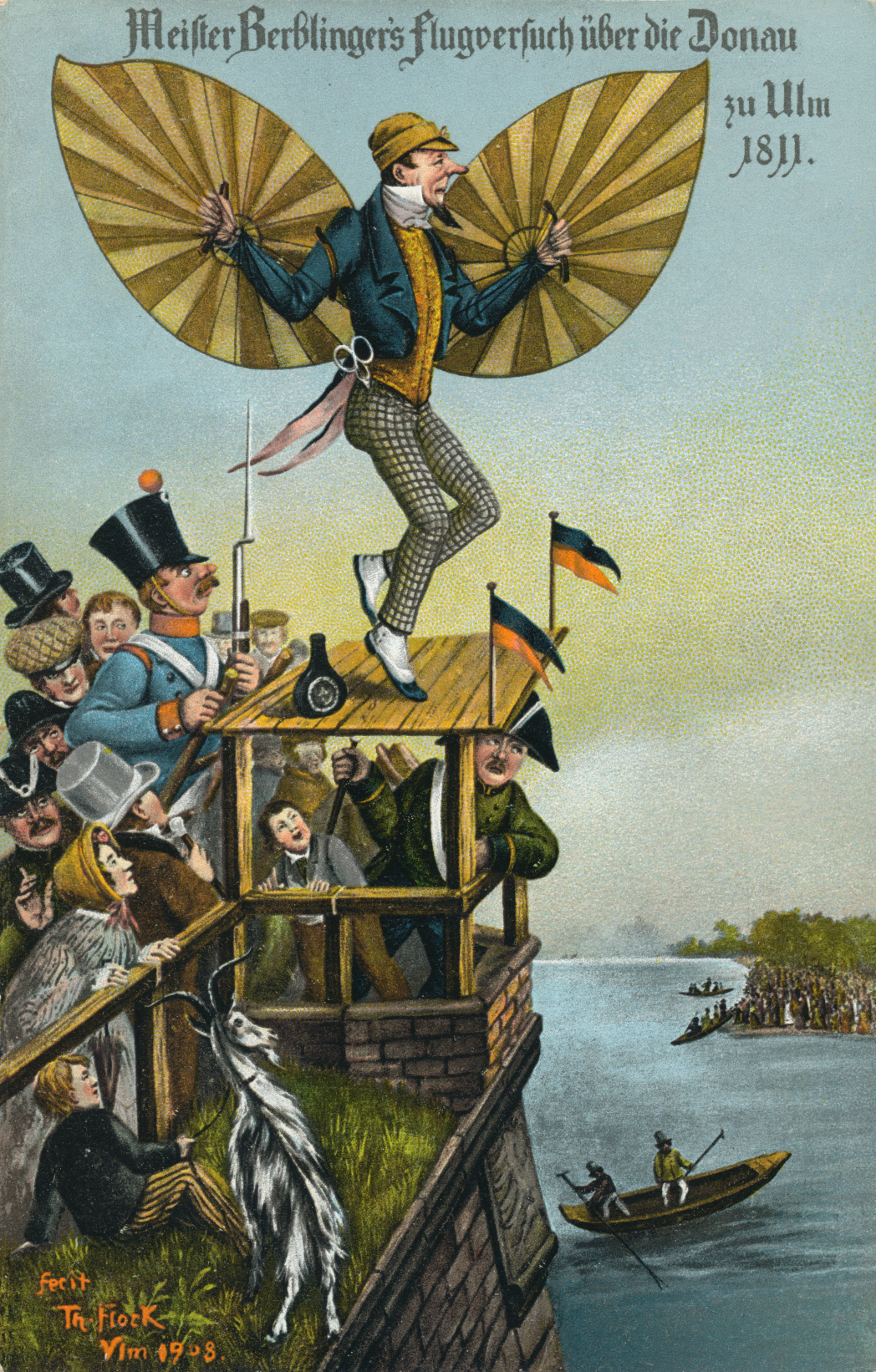
Albrecht Ludwig Berblinger in una cartolina del 1908

Fu inventore di una macchina da volo simile al deltaplano, con il quale effettuò un fallito tentativo di volo sopra il fiume Danubio. ed è per questo da considerarsi un precursore di Otto Lilienthal e dei Fratelli Wright. Contribuì inoltre alla scienza medica, ideando protesi per gambe.
Alla sua figura sono dedicate opere letterarie e cinematografiche. A Berblinger è inoltre intitolato un istituto scolastico ad Ulma e due premi, il premio dell'Accademia della Medicina dell'Aviazione, assegnato annualmente dal 1933 a giovani scienziati, il Berblinger-Preis, assegnato dal 1998 dalla città di Ulma.

## Biografia

### Infanzia e gioventù
Albrecht Ludwig Berblinger nacque ad Ulma il 24 giugno 1770.  Di umili origini, era il settimo figlio. di Albrecht Ludwig Berblinger e di Dorothea Fink.
Rimasto orfano di padre nel 1783, all'età di 13 anni,. fu mandato in un orfanotrofio. Nell'istituto, fu costretto a studiare come sarto, sebbene lui ambisse a diventare un orologiaio.
All'età di 21 prese il diploma come sarto,. e grazie anche al matrimonio con Anna Scheiffelin riuscì a farsi una posizione.

### Berblinger inventore

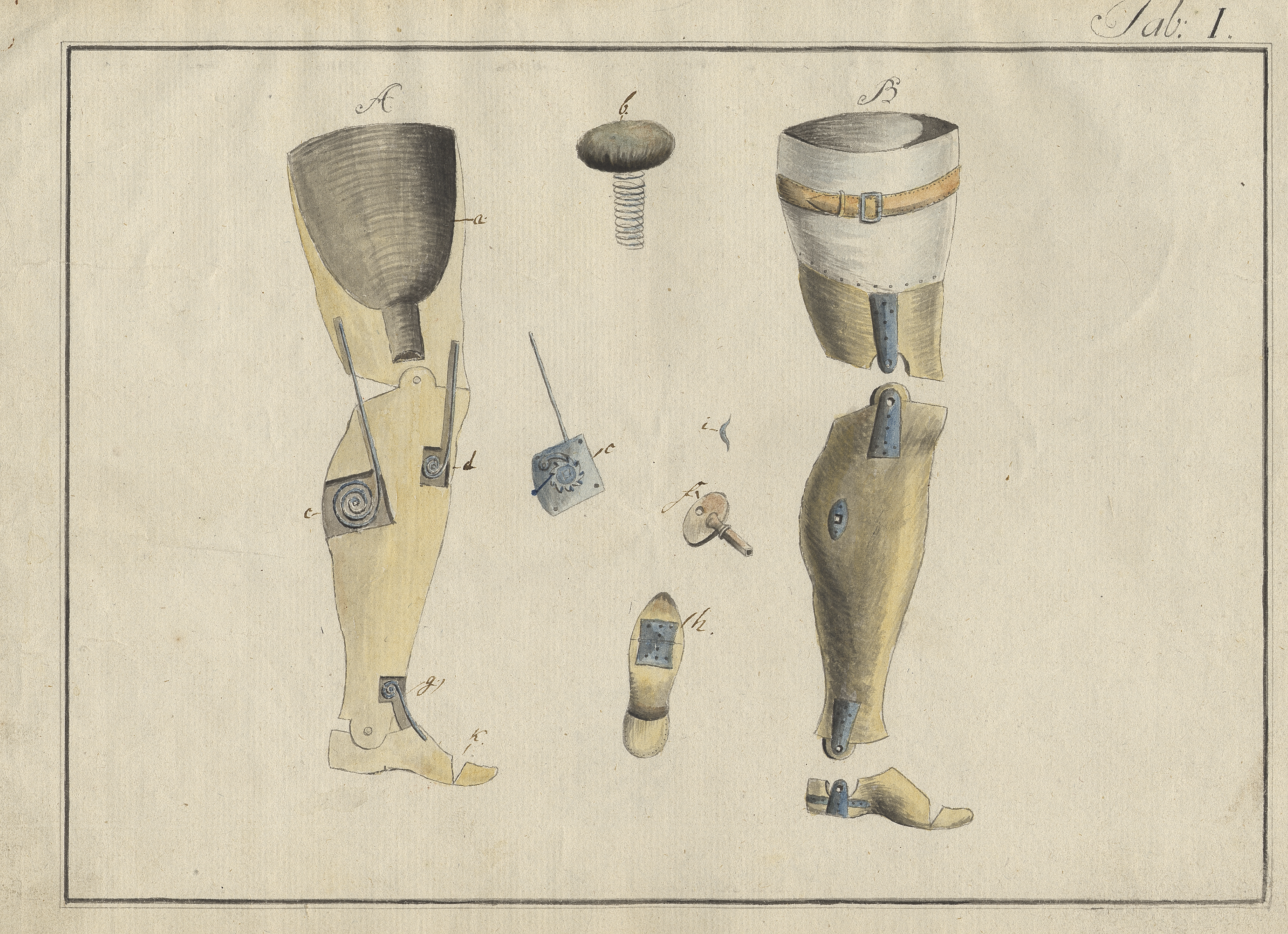
Protesi per gambe ideate da Berblinger

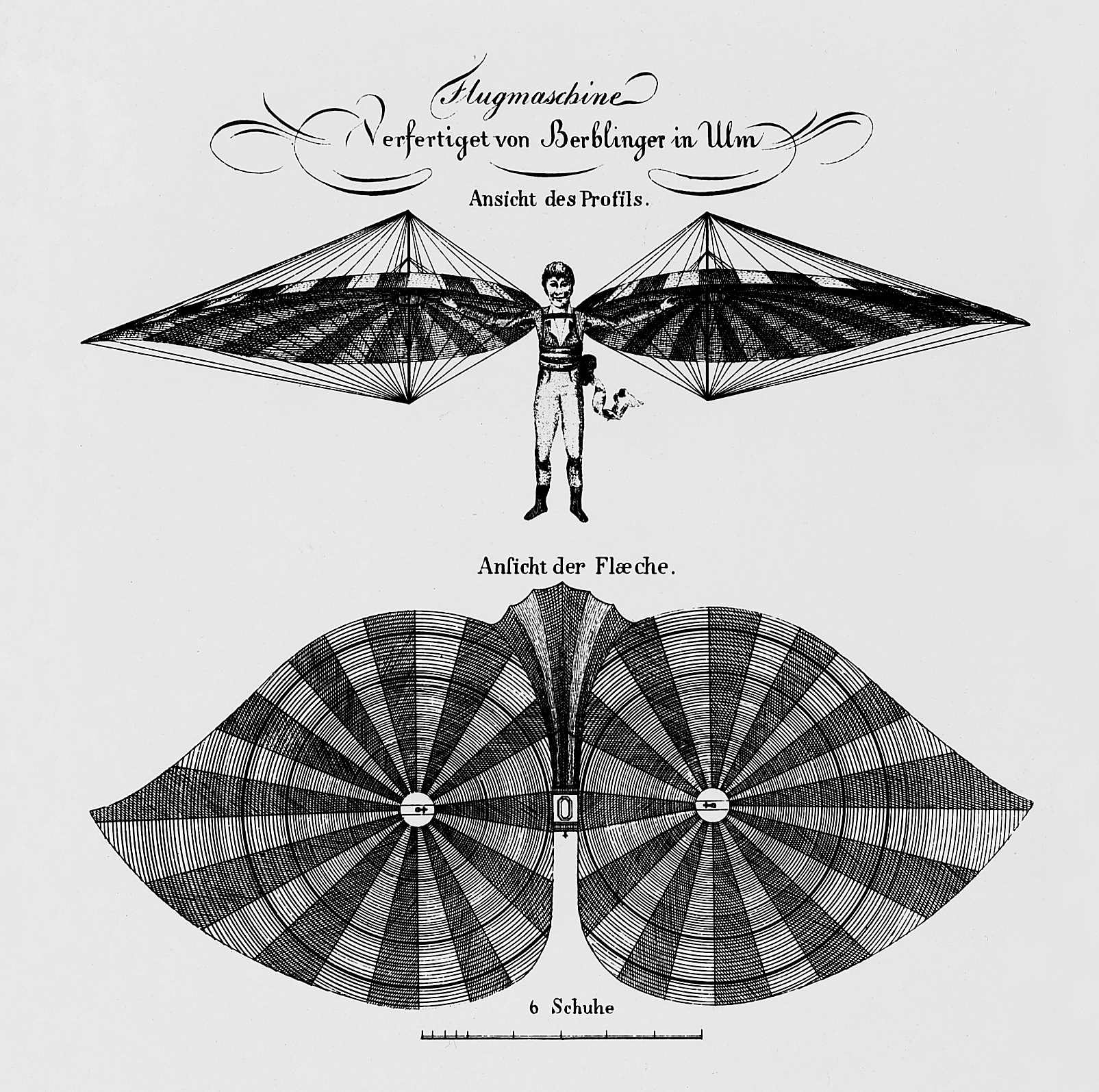
La macchina da volo ideata da Berblinger

Nonostante la sua attività, Berblinger mostrava tuttavia sempre un grande interesse per la meccanica. come dichiarò lui stesso.
Tra il 1803 e il 1807, costruì alcune carrozzine per bambini e alcuni veicoli. In seguito, a partire dal 1809, ideò alcune protesi per gambe.
Berblinger lavorò quindi per anni per ideare un oggetto simile al deltaplano, con la convinzione che potesse volare. Il suo progetto suscità l'ilarità di molte persone, ma anche l'interesse di re Federico del Württemberg.
Sua fonte di ispirazione furono le invenzione dell'orologiaio svizzero Jakob Degen, che aveva effettuato alcune dimostrazioni a Vienna ed in altre città.

### Il fallito tentativo di volo
Berblinger iniziò a provare la sua invenzione nel sobborgo di Michelsberg. e la rese quindi nota al pubblico tramite un'inserzione, fatta il 24 aprile 1811, nello Schwäbischer Merkur.
Il 27 maggio 1811, Berblinger annunciò il suo tentativo di sorvolare il Danubio per il 4 giugno. Il tentativo fu tuttavia anticipato al 30 maggio, giorno in cui era prevista la visita del re.
Il 30 maggio 1811, alla presenza del re e di migliaia di spettatori, Berblinger era quindi atteso per un primo tentativo di volo con la sua invenzione, ma rinunciò. Il re ripartì, senza assegnare a Berblinger alcuna onorificenza.
Il 31 maggio 1811, tentò quindi nuovamente di sorvolare il Danubio, partendo dai bastioni di Ulma. Il tentativo avvenne alla presenza di migliaia di spettatori.
Il tentativo fallì, in quanto Berblinger precipitò col velivolo nelle acque del fiume. Berblinger fu però tratto in salvo da alcuni pescatori.
|  |

A causa di questo tentativo fallito, Berblinger fu deriso dalla popolazione,. tanto da vedersi costretto a lasciare la città.
Fu persino fatto oggetto di versi di derisione come questo:
Der Schneider von Ulm

hat's Fliega probiert

No hot'n der Deifel

en d' Donau nei g'führt

### Gli ultimi anni di vita
Berblinger cadde quindi in miseria. e nel 1819 fu dichiarato civiliter mortuus, una condizione che gli permetteva di ricevere una sovvenzione dalla sua città.
Albrecht Ludwig Berblinger morì il 28 gennaio 1829. in un ospedale di Ulma, all'età di 58 anni. Fu sepolto in una tomba per poveri.

## Albrecht Berblinger nella cultura di massa

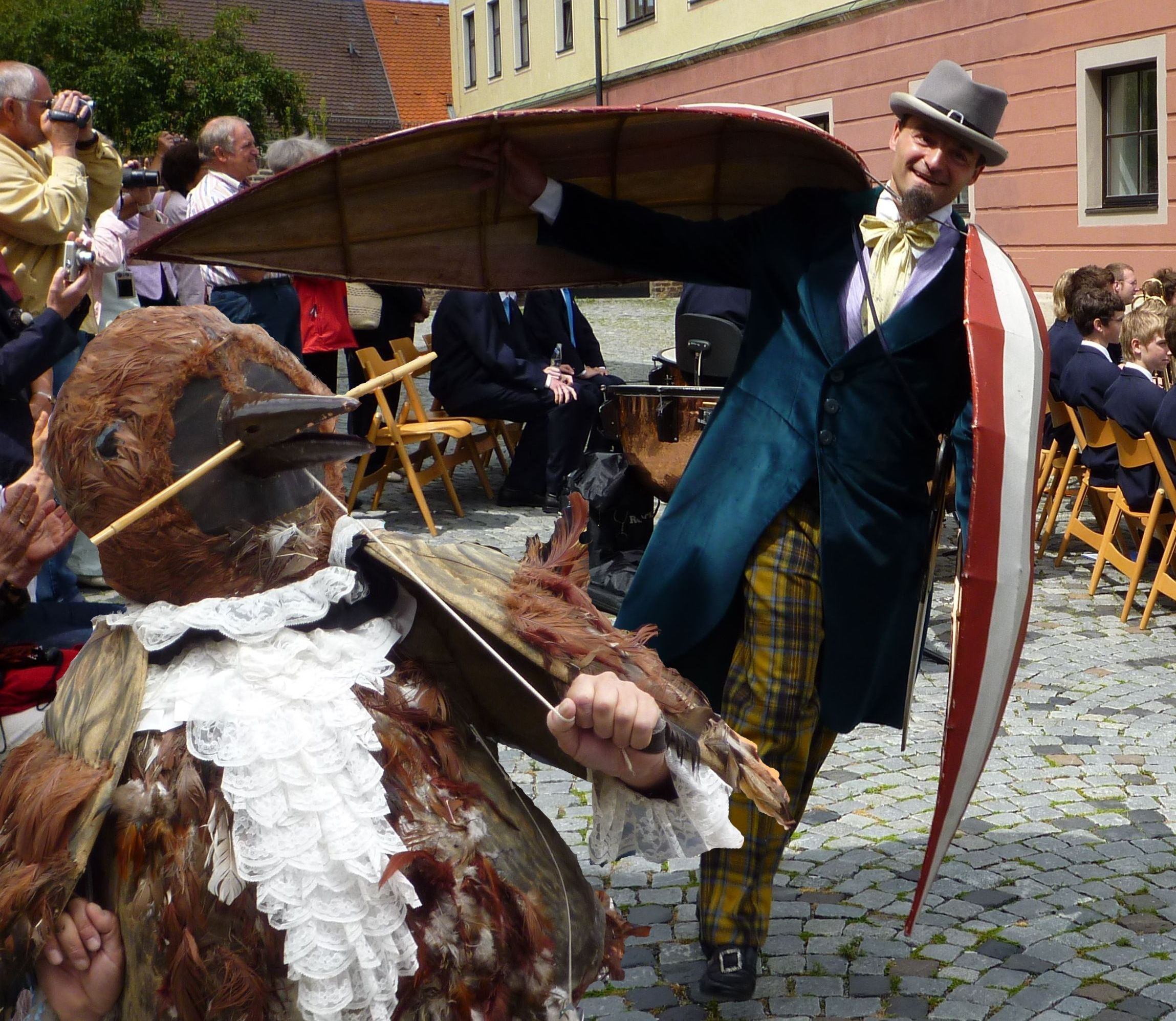
Persona camuffata da Albrecht Berblinger ad Ulma

### Letteratura
- Bertolt Brecht, Ulm 1592 oppure Der Schneider von Ulm (Il sarto di Ulm), poesia contenuta nella seconda parte delle Poesie di Svendborg
- Wilhelm Busch, Max und Moritz.[1]
- Max Eyth, Der Schneider von Ulm - Geschichte eines zweihundert Jahre zu früh Geborenen (1919).[2]

### Cinema
- Il sarto di Ulm (Der Schneider von Ulm), film del 1979 diretto da Edgar Reitz, con Tilo Prückner, Vadim Glowna, Hannelore Elsner, Harald Kuhlmann e Dieter Schidor.[6]